# Festas do Povo

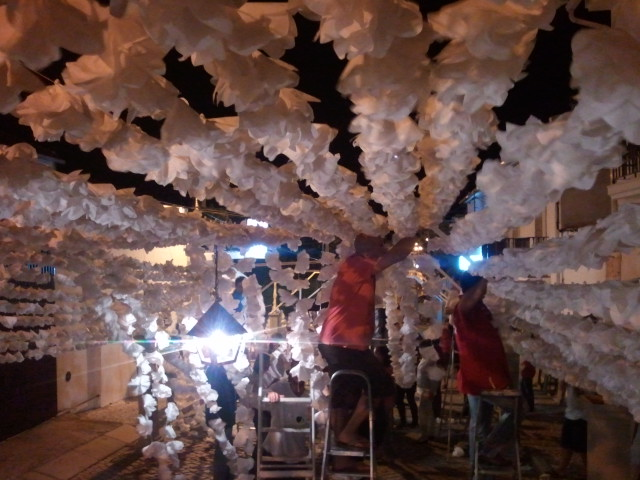
Festas do Povo 2011 - Noite da Enramação

As Festas do Povo consistem na ornamentação das ruas de Campo Maior, maioritariamente no Centro Histórico; para o enfeite das ruas são usadas flores de papel e outros objectos em cartão e papel, feitos artesanalmente pela população. Estas festas são também sobejamente conhecidas como Festas dos Artistas ou Festas das Flores.
Em 2021 a UNESCO integrou as Festas do Povo de Campo Maior na lista de Património Cultural Imaterial da Humanidade.

## História e Origem

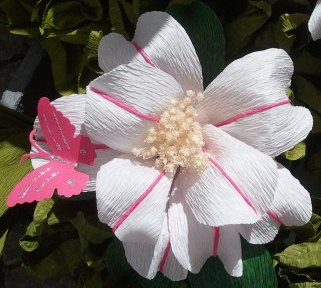
Flor de papel

A origem destas festas tem por base o culto a S. João Baptista, constituído padroeiro de Campo Maior desde o século XVI. Começando a tradição de decorar as ruas no ano de 1897. Este é o ano que marca o início das Festas do Povo.
A origem das Festas do Povo como hoje é celebrada com as ruas ornamentadas, sobretudo o Centro Histórico, com flores de papel e outros objectos em cartão e papel, feitos pela população, está relacionada com a devoção a S. João Baptista, santo padroeiro da Vila de Campo Maior. Trata-se de um evento tradicional único, e que já alcançou uma notoriedade elevada a nível nacional e internacional.
É uma celebração que, por tradição, só acontece quando o povo quer, pois a sua realização depende do voluntariado e da força de vontade dos campomaiorenses. A preparação é feita rua a rua, sendo que o trabalho desenvolvido em cada uma delas fica em segredo, mesmo para amigos e familiares dos moradores, e só é dado a conhecer na noite da “enramação”.
As Festas do Povo adquiriram uma maior dimensão a partir de 1989 quando o número de visitantes das Festas do Povo duplicou, sendo que a edição de 2011 contou com cerca de 1 milhão de visitantes, tendo sido ornamentadas 104 ruas..
A realização desta celebração contou sempre com grande irregularidade, quer por questões políticas, quer por meros caprichos da fortuna.
As comemorações em honra do Precursor de Cristo começaram-se a realizar no século XVIII. Tendo por base o agradecimento ao santo ter protegido e salvo Campo Maior nas aflições de um cerco por tropas invasoras, na eminência de invasão e assalto à povoação, em contexto da Guerra de Sucessão de Espanha.

## Enquadramento
Esta celebração, por tradição, só acontece quando o povo assim o desejar, dado que a realização da mesma depende maioritariamente do voluntariado e da força de vontade dos habitantes de Campo Maior - Campomaiorenses. A preparação das festas é realizada autonomamente por cada rua, sendo mantido em segredo o trabalho desenvolvido em cada uma delas. Mesmo para amigos e familiares dos moradores, os enfeites só são dados a conhecer na noite da “enramação” – a noite em que se enfeitam as ruas.
O modelo das Festas que hoje podemos encontrar conta com 20 edições realizadas e o número de visitantes tem vindo a crescer substancialmente. Em 2011 (27 de Agosto a 4 de Setembro) as Festas do Povo contaram com a participação de 104 ruas, as anteriores edições, apesar da sua grandiosidade, contaram no máximo com 15-20 ruas engalanadas. Este feito demonstra claramente a vitalidade e importância que este evento tem para a população de Campo Maior.
A diversidade encontrada nas ruas “enramadas” é surpreendente, de beleza inigualável. É sem dúvida de vangloriar e enaltecer um trabalho que demora em média sete meses a ser realizado, para numa única noite ser aplicado a cada rua, correspondentemente. Na manhã que marca o início de mais uma edição das Festas, a vila raiana acorda transformada num autêntico jardim em flor.

## Mitos e Realidades
Tal como acontece com outros factos e acontecimentos históricos, as Festas do Povo de Campo Maior têm sido explicadas de diversas formas, contando sempre com alguma fantasia. Admite-se então que as Festas teriam nascido numa determinada rua da vila, a Rua Nova, e ligadas à actividade de um grupo das gentes da mesma - os contrabandistas. Embora nenhum documento ou facto conhecido possa confirmar semelhante afirmação, toma-se como dado adquirido que as Festas do Povo se começaram a realizar, replicando as ruas ornamentadas da Festa dos Tabuleiros em Tomar tal como as Festas do Divino Espírito Santo nos Açores tinham feito uns anos antes.